# Il Pulcino Pio
Il Pulcino Pio is een Italiaans nummer dat op 18 juli 2012 als single werd uitgebracht op Globo Records door het Romeinse radiostation Radio Globo. Het lied gaat over personage Pulcino Pio (letterlijk het tjilpende kuiken) welke is ingezongen door Morgana Giovannetti, een actrice en presentator van het station. Het was in 2012 de zomerhit in Italië en stond 8 weken lang op nummer 1 van de FIMI Single Top 10. Ook werd het een hit in Nederland, Frankrijk, Spanje en andere Europese landen in hun respectievelijke taalversies.
In het lied worden de geluiden (onomatopeeën) van een kuiken, kip, haan, kalkoen, duif, kat, hond, geit, lam, koe, stier en tractor nagebootst. Aan het eind van het lied wordt het kuiken door de tractor overreden.

## Taalversies
- Nederlands: "Het Kuikentje Piep" (gezongen door Nathalie Aarts)
- Engels: "The Little Chick Cheep"
- Duits: "Das Kleine Küken Piept"
- Frans: "Le Poussin Piou"
- Grieks: "Το Πουλάκι Τσίου" ("To poulaki Tsiou")
- Grieks (Cypriotische versie): "Το Πουλλούι Τσίου (Κυπριακή Version)" ("To Poulloui Tsiou (Kıbriaki Version)")
- Portugees: "O Pintinho Piu"
- Roemeens: "Puiul Piu"
- Spaans: "El Pollito Pio"
- Catalaans: "El Pollet Piu"

## Hitnoteringen "Het Kuikentje Piep"

### Nederlandse Top 40
| Hitnotering: 19-01-2013 t/m 23-03-2013 | Hitnotering: 19-01-2013 t/m 23-03-2013 | Hitnotering: 19-01-2013 t/m 23-03-2013 | Hitnotering: 19-01-2013 t/m 23-03-2013 | Hitnotering: 19-01-2013 t/m 23-03-2013 | Hitnotering: 19-01-2013 t/m 23-03-2013 | Hitnotering: 19-01-2013 t/m 23-03-2013 | Hitnotering: 19-01-2013 t/m 23-03-2013 | Hitnotering: 19-01-2013 t/m 23-03-2013 | Hitnotering: 19-01-2013 t/m 23-03-2013 | Hitnotering: 19-01-2013 t/m 23-03-2013 | Hitnotering: 19-01-2013 t/m 23-03-2013 | Hitnotering: 19-01-2013 t/m 23-03-2013 |
| Week:                                  | 1                                      | 2                                      | 3                                      | 4                                      | 5                                      | 6                                      | 7                                      | 8                                      | 9                                      | 10                                     |                                        |                                        |
| -------------------------------------- | -------------------------------------- | -------------------------------------- | -------------------------------------- | -------------------------------------- | -------------------------------------- | -------------------------------------- | -------------------------------------- | -------------------------------------- | -------------------------------------- | -------------------------------------- | -------------------------------------- | -------------------------------------- |
| Positie:                               | 4                                      | 2                                      | 2                                      | 4                                      | 7                                      | 10                                     | 19                                     | 23                                     | 26                                     | 34                                     | uit                                    |                                        |

### NederlandseSingle Top 100
| Hitnotering: 12-01-2013 t/m | Hitnotering: 12-01-2013 t/m | Hitnotering: 12-01-2013 t/m | Hitnotering: 12-01-2013 t/m | Hitnotering: 12-01-2013 t/m | Hitnotering: 12-01-2013 t/m | Hitnotering: 12-01-2013 t/m | Hitnotering: 12-01-2013 t/m | Hitnotering: 12-01-2013 t/m | Hitnotering: 12-01-2013 t/m | Hitnotering: 12-01-2013 t/m | Hitnotering: 12-01-2013 t/m | Hitnotering: 12-01-2013 t/m | Hitnotering: 12-01-2013 t/m | Hitnotering: 12-01-2013 t/m | Hitnotering: 12-01-2013 t/m | Hitnotering: 12-01-2013 t/m | Hitnotering: 12-01-2013 t/m | Hitnotering: 12-01-2013 t/m | Hitnotering: 12-01-2013 t/m | Hitnotering: 12-01-2013 t/m |
| Week:                       | 1                           | 2                           | 3                           | 4                           | 5                           | 6                           | 7                           | 8                           | 9                           | 10                          | 11                          | 12                          | 13                          | 14                          | 15                          | 16                          | 17                          | 18                          | 19                          | 20                          |
| --------------------------- | --------------------------- | --------------------------- | --------------------------- | --------------------------- | --------------------------- | --------------------------- | --------------------------- | --------------------------- | --------------------------- | --------------------------- | --------------------------- | --------------------------- | --------------------------- | --------------------------- | --------------------------- | --------------------------- | --------------------------- | --------------------------- | --------------------------- | --------------------------- |
| Positie:                    | 4                           | 2                           | 2                           | 5                           | 6                           | 11                          | 24                          | 26                          | 31                          | 39                          | 32                          | 43                          | 49                          | 78                          | uit                         |                             |                             |                             |                             |                             |

### VlaamseUltratop 50
| Hitnotering: 19-01-2013 t/m 16-03-2013 | Hitnotering: 19-01-2013 t/m 16-03-2013 | Hitnotering: 19-01-2013 t/m 16-03-2013 | Hitnotering: 19-01-2013 t/m 16-03-2013 | Hitnotering: 19-01-2013 t/m 16-03-2013 | Hitnotering: 19-01-2013 t/m 16-03-2013 | Hitnotering: 19-01-2013 t/m 16-03-2013 | Hitnotering: 19-01-2013 t/m 16-03-2013 | Hitnotering: 19-01-2013 t/m 16-03-2013 | Hitnotering: 19-01-2013 t/m 16-03-2013 | Hitnotering: 19-01-2013 t/m 16-03-2013 |
| Week:                                  | 1                                      | 2                                      | 3                                      | 4                                      | 5                                      | 6                                      | 7                                      | 8                                      | 9                                      |                                        |
| -------------------------------------- | -------------------------------------- | -------------------------------------- | -------------------------------------- | -------------------------------------- | -------------------------------------- | -------------------------------------- | -------------------------------------- | -------------------------------------- | -------------------------------------- | -------------------------------------- |
| Positie:                               | 20                                     | 5                                      | 5                                      | 12                                     | 11                                     | 21                                     | 22                                     | 31                                     | 42                                     | uit                                    |